# Alejandro Abadie
Alejandro Abadie (Buenos Aires, 13 aprile 1985) è un rugbista a 15 argentino, terza linea centro del San Fernando.

## Biografia
Proveniente dalla formazione del San Fernando, militò nelle selezioni giovanili argentine e nel 2008 prese parte con la Nazionale A alla Churchill Cup 2008.
Giunto in Italia nel 2008 grazie a Pancho Rubio, allenatore della Capitolina di Roma, trascorse una stagione in tale squadra prima di trasferirsi nel 2009 al Rovigo.
A fine stagione decise di tornare in Argentina al San Fernando.
L'esordio con la nazionale argentina fu il 15 dicembre 2007 a San Juan, in occasione di un incontro del Sudamericano 2007 vinto contro l'Uruguay; a tutto il 2011 ha disputato 5 incontri e vinto due edizioni del Sudamericano.

## Palmarès
- Campionati sudamericani: 2
Argentina: 2007, 2008